# Protapanteles eucosmae
Protapanteles eucosmae är en stekelart som först beskrevs av Wilkinson 1929.  Protapanteles eucosmae ingår i släktet Protapanteles och familjen bracksteklar. Inga underarter finns listade i Catalogue of Life.